# Providence (película)
Providence es una película francosuiza de 1977 basada en parte en el universo del escritor estadounidense Howard Phillips Lovecraft nacido en la ciudad de Providence. Dirigida por Alain Resnais cuenta con la actuación de Dirk Bogarde, Ellen Burstyn, John Gielgud, Elaine Stritch y David Warner en sus papeles principales. Su trama se juega con la idea de providencia en relación con el nombre de la ciudad y con el hecho de que Lovecraft naciera allí. 
La cinta obtuvo 2 nominaciones, incluyendo la obtenida por John Gielgud como mejor actor para la Sociedad de Críticos de Estados Unidos, y un total de 11 galardones que incluyen siete Premios César a mejor película, mejor director, mejor guion adaptado y mejor música, compuesta por Miklós Rózsa, así como la Espiga de Oro del Festival de Valladolid.

## Sinopsis
Desde su habitación, aislado, durante una noche de ebriedad, Clive Langham (John Gielgud), escritor experimentado, enfermo y malhumorado, crea, haciendo y deshaciendo a voluntad, una historia en la que incluye a las personas de su propia familia, confundiendo sus fantasmas con la realidad. En un principio, todo está relativamente claro, pero conforme va pasando la noche y aumentando la dosis de vino blanco, todo va haciéndose más confuso. Los personajes del sueño son, entre otros, Claude (Dirk Bogarde), autoritario fiscal, Sonia (Ellen Burstyn), mujer frustrada pero cobarde e incapaz de dejar a su marido o Kevin (David Warner), militar partidario de la eutanasia. Por la mañana los distintos personajes con los que ha soñado Clive Langham se encuentran en una comida de cumpleaños.

## Reparto
- Dirk Bogarde - Claude Langham
- Ellen Brustyn - Sonia Langham
- John Gielgud - Clive Langham
- David Warner - Kevin Langham / Kevin Woodford
- Elaine Strich - Helen Wiener
- Cyril Luckham - Doctor Mark Eddington
- Denis Lawson - Dave Woodford
- Kathryn Leigh Scott - Señorita Boon
- Milo Sperber - Señor Jenner
- Anna Wing - Karen
- Peter Arne - Nils
- Tanya Lopert - Señorita Lister
- Joseph Pittoors - Un anciano
- Samson Fainsilber - Un anciano

## Recepción
Fue una película de gran éxito comercial en Francia en su momento: triunfadora en la III edición de los Premios César de la Academia Francesa del cine de 1978 obtuvo no sólo el mayor número de galardones sino también los más prestigiosos. Los críticos consideran la estructura dual de Providence como precursora de películas como Lost Highway (1997) y Mulholland Drive (2002) de David Lynch.
En los portales de información cinematográfica obtiene una muy positiva valoración entre la crítica profesional y entre sus usuarios. En IMDb con 3.284 valoraciones obtiene una puntuación media de 7,5 sobre 10. En FilmAffinity con 702 votos obtiene una media de 6,6 sobre 10 En el agregador de críticas Rotten Tomatoes obtiene una calificación de "fresco" para el 80% de las 10 críticas profesionales analizadas y para el 85% de las más de 500 puntuaciones emitidas por los usuarios del portal
En España, en cambio, su repercusión comercial fue más bien discreta, lo que puede deberse al hecho de que Alain Resnais no sea siempre un cineasta fácil de entender. No obstante obtiene valoraciones positivas entre la crítica profesional como la de Fernando Morales para el diario El País que la consideró una película "interesante" añadiendo que "Resnais reflexiona, entre otros temas, sobre el suicidio, la muerte y la hipocresía social". La revista Fotogramas le otorgó 4 de 5 estrellas, valorando su mezcla de inteligencia y pasión, destacando que se trata de "uno de los films más sugerentes de los 70, en el que Resnais aplicaba sus obsesiones temporales a una historia que básicamente se centraba en las ansias de inmortalidad del hombre en general y del creador en particular. Partiendo de esta base construía un complejo entramado que combinaba diversos grados de ficción que se iban recreando con prodigiosa habilidad"

## Premios
- 1977
  - Espiga de oro de la Seminci de Valladolid
- 1978
  - César a la mejor película
  - César al mejor director: Alain Resnais
  - César al mejor guion original o adaptación: David Mercer
  - César a la mejor música escrita para una película: Miklos Rozsa
  - César al mejor decorado: Jacques Saulnier
  - César al mejor sonido: Jacques Maumont
  - César al mejor montaje: Albert Jurgenson